# Гуревич, Виктор Владимирович
Виктор Владимирович Гуревич (25 июня 1945, Днепропетровск — 22 февраля 2004, там же) — советский шахматист, мастер спорта СССР (1964), международный мастер (1999).

## Биография
Воспитанник Ю. М. Каема.
Бронзовый призер чемпионата Украинской ССР 1979 г.
Участник чемпионата СССР среди студентов 1969 г. (нанес поражения обоим победителям соревнования).
В составе сборной ДСО «Буревестник» серебряный призер командного чемпионата СССР 1964 г.
Успешно занимался тренерской работой. В разные годы он работал с гроссмейстерами А. С. Морозом и А. Гершоном, международными мастерами А. Е. Кабатянским и Ф. Л. Приписом.

## Основные спортивные результаты
| Год  | Город          | Соревнование                                        | + | − | = | Результат | Место         |
| ---- | -------------- | --------------------------------------------------- | - | - | - | --------- | ------------- |
| 1964 | Москва         | Командный чемпионат СССР («Буревестник», 7-я доска) | 2 | 4 | 0 | 2 из 6    | Команда — 2-я |
| 1966 | Москва         | Чемпионат ВС СССР                                   |   |   |   |           |               |
| 1967 | Киев           | Чемпионат Украинской ССР                            |   |   |   | 6½ из 13  | 24—37         |
| 1969 | Батуми         | Чемпионат СССР среди студентов                      | 4 | 4 | 7 | 7½ из 15  | 9             |
| 1975 | Днепропетровск | Чемпионат Украинской ССР                            |   |   |   | 6 из 9    | 6—10          |
| 1979 | Днепропетровск | Чемпионат Украинской ССР                            |   |   |   |           | 3—4           |